# Dvoritjanskyj Nationalpark
Dvorichanskyi Nationalpark (ukrainsk: Дворічанський національний природний парк) er en nationalpark i Ukraine, på højre bred af Oskil-floden, i det østlige Ukraine. Det blev oprettet i 2009, som et resultat af et præsidentielt dekret. Parken ligger i Kupiansk rajon, Kharkiv oblast, nær den russiske grænse. Det har et areal på 3.131 hektar statsejet jord.
Området har en forskelligartet topografi med mange dale og skråninger.

## Flora og fauna
Kalkstenen og jorden på kalksteppen skaber et unikt økosystem. Parken er levested for en lang række plantearter, herunder Artemisia nutans, Artemisia salsoloides, Artemisia hololeuca, Hyssopus cretaceus, Scrophularia cretacea, Matthiola fragrans, Linum usitatissimum og Androsace koso-poljanskii. 30 % af plantearterne er endemiske i området.
Parken er hjemsted for en række murmeldyrkolonier.